# Bloque de Avance de la India

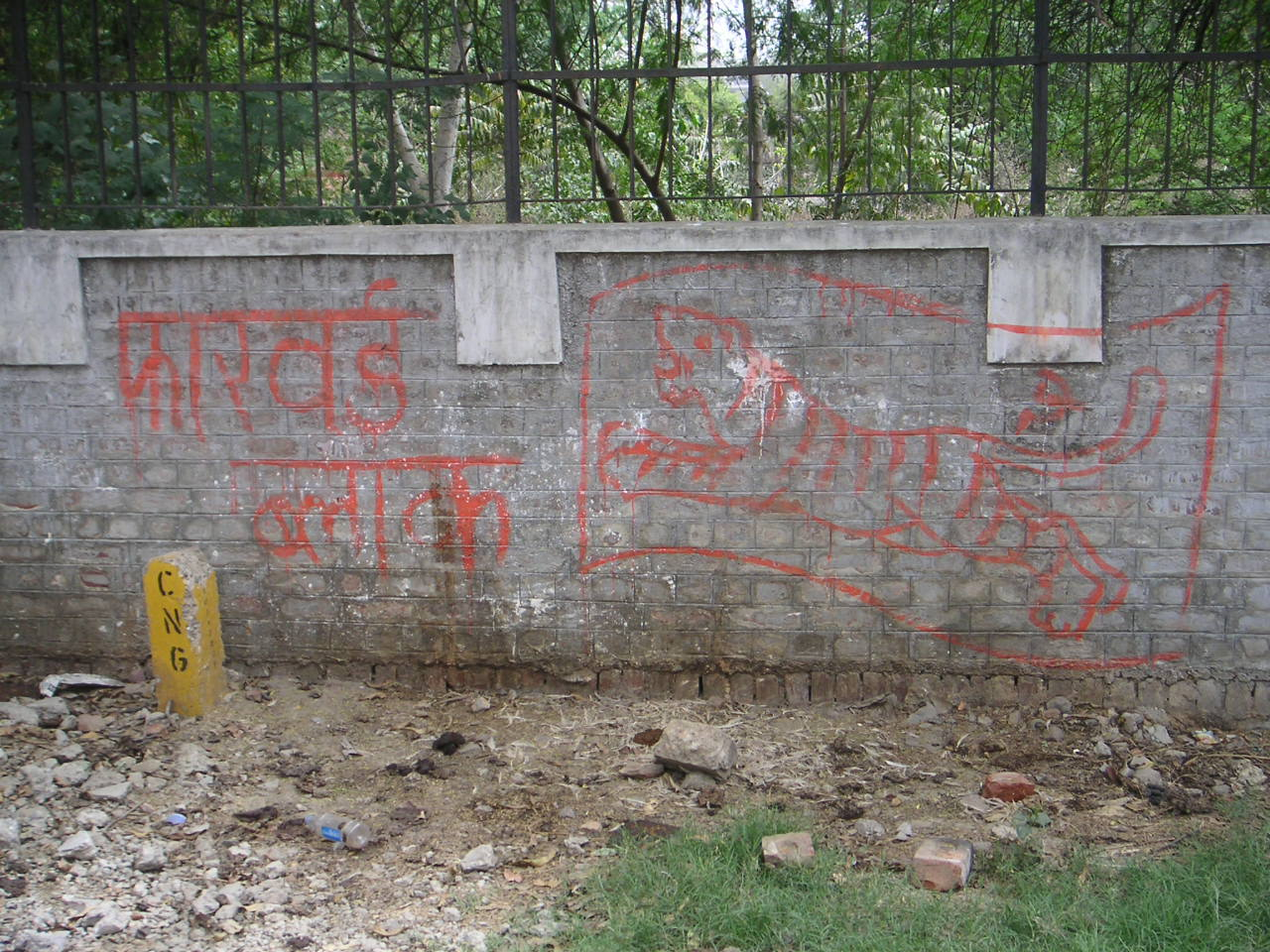
Mural del AIFB.

El Bloque de Avance de la India (AIFB, del inglés All India Forward Bloc) es un partido nacionalista de izquierda de la India.

## Historia
El AIFB fue fundado el 3 de mayo de 1939 por Netaji Subhas Chandra Bose tras abandonar el Congreso Nacional Indio. Durante la Segunda Guerra Mundial Bose lideraba el Ejército Nacional Indio, que luchaba junto con las tropas japonesas. Después de la guerra, el AIFB se reorganizó. El AIFB pasaba una división interna, resultando en la formación de dos partidos diferentes: el Bloque de Avance (Ruiker) y el Bloque de Avance (Marxista). El partido que hoy llamamos AIFB es el resultante del Bloque de Avance (Marxista).

## Forward Bloc hoy
El AIFB lucha por el socialismo en la India, pero consideran que su socialismo es distinto al socialismo propuesto por el Partido Comunista de la India (Marxista) y del Partido Comunista de la India porque "su socialismo está basado en ideólogos extranjeros como Marx o Lenin", mientras del socialismo del AIFB es "el socialismo indio de Netaji".
El AIFB tiene ramas en varios partes del país, pero su fuerza está concentrada en Bengala Occidental. El partido hace parte del Frente de Izquierdas que gobierna el estado, y el AIFB tiene varios ministros estatales. El partido también pertenece al Frente de Izquierdas en Tripura, pero como AIFB no logró a ganar un escaño allí no tiene ningún ministro.
Aunque el AIFB está cooperando con el PCI(M) en Bengala Occidental, Tripura y a nivel nacional, no forma parte del Frente Democrático de Izquierdas en Kerala.
En la elección parlamentaria de 2004 el partido recibió 0,4 % de los votos y ganó tres escaños en el Lok Sabha.
El secretario general es Debrata Biswas.

## Organizaciones de Masas
- All India Youth League (Unión de Juventudes de Toda India)
- All India Students Bloc (Bloque de Estudiantes de Toda India)
- Trade Union Coordination Committee (Comité de Coordinación Sindical)
- All India Agragami Kisan Sabha (Unión Campesina 'Adelante' de Toda India)
- All India Agragami Mahila Samiti (Asociación de Mujeres 'Adelante' de Toda India)

El partido también ha fundando una Asociación de Amistad India-China.

## Resultados de elecciones al Lok Sabha
| Estado                 | N.º de candidatos 2004 | No. de elegidos 2004 | No. de candidatos 1999 | No. de elegidos 1999 | No. total de escaños del estado |
| Andhra Pradesh         | 0                      | 0                    | 0                      | 0                    | 42                              |
| Arunachal Pradesh      | 0                      | 0                    | 0                      | 0                    | 2                               |
| Assam                  | 0                      | 0                    | 0                      | 0                    | 14                              |
| Bihar                  | 0                      | 0                    | 3                      | 0                    | 40 (2004)/54(1999)              |
| Chhattisgarh           | 0                      | 0                    | -                      | -                    | 11 (2004)                       |
| Goa                    | 0                      | 0                    | 0                      | 0                    | 2                               |
| Guyarat                | 0                      | 0                    | 0                      | 0                    | 26                              |
| Haryana                | 1                      | 0                    | 0                      | 0                    | 10                              |
| Himachal Pradesh       | 0                      | 0                    | 0                      | 0                    | 4                               |
| Jammu y Kachemira      | 4                      | 0                    | 0                      | 0                    | 6                               |
| Jharkhand              | 0                      | 0                    | -                      | -                    | 14 (2004)                       |
| Karnataka              | 1                      | 0                    | 0                      | 0                    | 28                              |
| Kerala                 | 0                      | 0                    | 0                      | 0                    | 20                              |
| Madhya Pradesh         | 0                      | 0                    | 0                      | 0                    | 29 (2004)/40(1999)              |
| Maharashtra            | 0                      | 0                    | 0                      | 0                    | 48                              |
| Manipur                | 0                      | 0                    | 0                      | 0                    | 2                               |
| Meghalaya              | 0                      | 0                    | 0                      | 0                    | 2                               |
| Mizoram                | 0                      | 0                    | 0                      | 0                    | 1                               |
| Nagaland               | 0                      | 0                    | 0                      | 0                    | 1                               |
| Orissa                 | 0                      | 0                    | 0                      | 0                    | 21                              |
| Panyab                 | 0                      | 0                    | 1                      | 0                    | 13                              |
| Rayastán               | 0                      | 0                    | 0                      | 0                    | 25                              |
| Sikkim                 | 0                      | 0                    | 0                      | 0                    | 1                               |
| Tamil Nadu             | 0                      | 0                    | 8                      | 0                    | 39                              |
| Tripura                | 0                      | 0                    | 0                      | 0                    | 2                               |
| Uttar Pradesh          | 0                      | 0                    | 0                      | 0                    | 80 (2004)/85 (1999)             |
| Uttaranchal            | 0                      | 0                    | -                      | -                    | 5 (2004)                        |
| Bengala Occidental     | 3                      | 3                    | 3                      | 2                    | 42                              |
| Territorios Federales: |                        |                      |                        |                      |                                 |
| Andaman & Nicobar      | 0                      | 0                    | 0                      | 0                    | 1                               |
| Chandigarh             | 0                      | 0                    | 0                      | 0                    | 1                               |
| Dadra y Nagar Haveli   | 0                      | 0                    | 0                      | 0                    | 1                               |
| Damán y Diu            | 0                      | 0                    | 0                      | 0                    | 1                               |
| Delhi                  | 1                      | 0                    | 0                      | 0                    | 7                               |
| Laquedivas             | 0                      | 0                    | 0                      | 0                    | 1                               |
| Pondicherry            | 0                      | 0                    | 0                      | 0                    | 1                               |
| Total:                 | 10                     | 3                    | 15                     | 2                    | 543                             |

## Resultados de elecciones estatales
| Estado             | No. de candidatos | No. de elegidos | No. de votos | %       | No. total de escaños | Año de elección |
| Delhi              | 5                 | 0               | 1977         | 0,56 %  | 70                   | 2003            |
| Karnataka          | 1                 | 0               | 657          | 0,77 %  | 224                  | 2004            |
| Madhya Pradesh     | 1                 | 0               | 781          | 0,77 %  | 230                  | 2003            |
| Maharashtra        | 1                 | 0               | 262          | 0,23 %  | 288                  | 1999            |
| Orissa             | 1                 | 0               | 832          | 0,79 %  | 147                  | 2004            |
| Panyab             | 2                 | 0               | 2516         | 1,98 %  | 117                  | 2002            |
| Tamil Nadu         | 1                 | 1               | 39248        | 43,32 % | 234                  | 2001            |
| Tripura            | 1                 | 0               | 9844         | 43,57 % | 60                   | 2003            |
| Uttar Pradesh      | 4                 | 0               | 4233         | 0,8 %   | 402                  | 2002            |
| Bengala Occidental | 34                | 25              | 2067944      | 49,58 % | 294                  | 2001            |